# Deroceras zilchi
Deroceras zilchi is een slakkensoort uit de familie van de Agriolimacidae. De wetenschappelijke naam van de soort is voor het eerst geldig gepubliceerd in 1969 door Grossu.